# Ina Forrest
Ina Forrest (ur. 25 maja 1962 w Fort St. John) – kanadyjska niepełnosprawna curlerka, mistrzyni paraolimpijska z Vancouver 2010.
Pierwszy raz Forrest w curling zagrała w 2004. Już trzy lata później była rezerwową w zespole Chrisa Dawa na Mistrzostwach Świata 2007. Kanadyjczycy zajęli 4. miejsce. W sezonie 2007/2008 doszło do zmian w składzie zespołu, m.in. funkcję kapitana objął Gerry Austgarden a Ina Forrest zajęła drugą pozycję. Ekipa ta wystąpiła na MŚ 2008, podobnie jak rok wcześniej uplasowała się tuż za podium. W meczu o brązowe medale wynikiem 1:8 lepsi byli Amerykanie (Augusto Jiminez Perez).
Mistrzostwa Świata 2009 testowały Vancouver Olympic Centre, późniejszą arenę olimpijską i paraolimpijską. W Round Robin gospodarze zajęli 3. miejsce. W fazie play-off nie odnieśli żadnej porażki, zdobyli złote medale wygrywając kolejno mecze ze Stanami Zjednoczonymi (Augusto Jiminez Perez) 9:2, Niemcami (Jens Jäger) 10:4 i Szwecją (Jalle Jungnell) 9:2. Ina Forrest była członkinią reprezentacji na Zimowe Igrzyska Paraolimpijskie 2010. Kanada triumfując w siedmiu meczach, a przegrywając dwa wygrała rozgrywki fazy grupowej. W półfinale ekipa z Kolumbii Brytyjskiej pokonała 10:5 Szwedów (Jalle Jungnell) i zdobyła tytuły mistrzowskie zwyciężając 8:7 Koreę Południową (Kim Hak-sung). Na MŚ 2011 Forrest obroniła złote medale z 2009 (w sezonie paraolimpijskim mistrzostwa świata nie odbywają się). W finale wyższość Kanadyjczyków uznać musieli Szkoci (Aileen Neilson). 
W następnym czempionacie zespół Iny, którym dowodził Neighbour zajął 7. miejsce. W 2013 skipem był ponownie Jim Armstrong. Reprezentacja Kanady na MŚ 2013 stanęła na najwyższym stopniu podium w finale pokonując 4:3 Szwecję (Jalle Jungell).

## Drużyna
|           | Czwarty/-a       | Trzeci/-a        | Drugi/-a    | Otwierający/-a  |
| --------- | ---------------- | ---------------- | ----------- | --------------- |
| 2012/2013 | Jim Armstrong    | Dennis Thiessen  | Ina Forrest | Sonja Gaudet    |
| 2011/2012 | Darryl Neighbour | Ina Forrest      | Jack Smart  | Sonja Gaudet    |
| 2009/2011 | Jim Armstrong    | Darryl Neighbour | Ina Forrest | Sonja Gaudet    |
| 2008/2009 | Jim Armstrong    | Darryl Neighbour | Ina Forrest | Chris Sobkowicz |
| 2007/2008 | Darryl Neighbour | Gerry Austgarden | Ina Forrest | Sonja Gaudet    |
| 2005/2006 | Jim Shannon      | Darryl Neighbour | Lou Gibson  | Ina Forrest     |

## Życie prywatne
Ina mieszka w Armstrong. Z mężem Curtisem mają trójkę dzieci Evany, Marlona i Connor. Porusza się na wózku w wyniku obrażeń doznanych w wypadku drogowym, który spowodował nietrzeźwy kierowca.